# Артыкова, Гульзара
Гульзара Артыкова — советский хозяйственный, государственный и политический деятель, депутат Верховного Совета СССР 1-го созыва (1938—1946).

## Биография
Родилась в Каракалпакии. Член ВКП(б) с 1938 года.
С 1918 года — на хозяйственной, общественной и политической работе. В 1918—1946 годах — крестьянка в собственном хозяйстве, колхозница, председатель колхоза в Караузякском районе Каракалпакской АССР, председатель Караузякского районного Совета депутатов трудящихся.

### Политическая деятельность
Был избран депутатом Верховного Совета СССР 1-го созыва от Узбекской ССР в Совет Союза в результате выборов 12 декабря 1937 года.